# أرسنال موسم 2010–11
كان موسم 2010–11 هو الموسم التاسع عشر لنادي أرسنال لكرة القدم في الدوري الإنجليزي الممتاز والموسم الخامس والثمانين على التوالي في دوري الدرجة الأولى لكرة القدم الإنجليزية.   كان الفريق على بعد نقطة واحدة من متصدر الدوري مانشستر يونايتد في نهاية فبراير،  لكن سلسلة من فوز واحد فقط في الدوري طوال شهري مارس وأبريل أنهت تحديهم.  انتهت محاولات أرسنال للفوز بدوري أبطال أوروبا مرة أخرى على يد برشلونة، حيث هزمه 4–3 في مجموع المباراتين في دور الستة عشر بعد هزيمته 2–1 على أرضه، في حين انتهت آمال الفوز بكأس الاتحاد الإنجليزي في الجولة السادسة بعد هزيمته 2–0 أمام مانشستر يونايتد. كان الفريق الأقرب للفوز بالبطولة في كأس الدوري، حيث وصل إلى المباراة النهائية، لكنه استقبل هدف الفوز لبرمنغهام سيتي في الدقيقة 89. 